# Municipio de Loutre (condado de Montgomery)
El municipio de Loutre (en inglés: Loutre Township) es un municipio ubicado en el condado de Montgomery en el estado estadounidense de Misuri. En el año 2010 tenía una población de 1397 habitantes y una densidad poblacional de 4,83 personas por km².

## Geografía
El municipio de Loutre se encuentra ubicado en las coordenadas 38°45′49″N 91°31′57″O / 38.76361, -91.53250. Según la Oficina del Censo de los Estados Unidos, el municipio tiene una superficie total de 289.19 km², de la cual 282,82 km² corresponden a tierra firme y (2,2 %) 6,37 km² es agua.

## Demografía
Según el censo de 2010, había 1397 personas residiendo en el municipio de Loutre. La densidad de población era de 4,83 hab./km². De los 1397 habitantes, el municipio de Loutre estaba compuesto por el 97,49 % blancos, el 0,72 % eran afroamericanos, el 0,86 % eran asiáticos y el 0,93 % eran de una mezcla de razas. Del total de la población el 0,72 % eran hispanos o latinos de cualquier raza.